# Shavkat Salomov
Shavkat Salomov (* 13. November 1985 in Buchara, Usbekische SSR) ist ein usbekischer Fußballspieler.

## Karriere

### Verein
Salomov begann seine Fußballkarriere in seiner Geburtsstadt beim FK Buxoro, wo er 2001 im Alter von 16 Jahren anfing und bis 2006 spielte. Von 2007 bis 2012 stand der Mittelfeldspieler beim Bunyodkor Taschkent unter Vertrag. Im Jahr 2013 wechselte er zu dem kasachischen Verein Schetissu Taldyqorghan. Eine weitere Station in seiner Karriere war der kasachische Verein Schachtjor Karaganda. Nach zwei Spielzeiten in Kasachstan kehrte er in seine Heimat zu FK Olmaliq zurück. Im Frühjahr 2017 wurde Salomov vom kasachischen Verein FK Atyrau verpflichtet.

### Nationalmannschaft
Shavkat Salomov ist seit 2007 Mitglied der usbekischen Fußballnationalmannschaft.